# Никола Совиљ Нина
Никола Совиљ Нина (Губавчево Поље, код Грачаца, 23. октобар 1919 — 1944), учесник Народноослободилачке борбе и народни херој Југославије.

## Биографија
Рођен је 23. октобра 1919. године у селу Губавчево Поље, код Грачаца, у Лици.
Пре Другог светског рата се бавио земљорадњом. Учесник Народноослободилачке борбе је од 1941. године. Члан Комунистичке партије Југославије (КПЈ) је од 1942. године. Налазио се на функцији заменика команданта батаљона у Трећој личкој пролетерској ударној бригади.
Погинуо је у ноћи 9/10. августа 1944. године, у борби његове бригаде с деловима немачке 7 СС дивизије „Принц Еуген“ на реци Прачи, у близини села Ораховице, код Сребренице.
Указом Председништва Антифашистичког већа народног ослобођења Југославије (АВНОЈ) од 13. марта 1945. године, међу првим борцима Народноослободилачке војске, проглашен је за народног хероја.